# Nemopsis
Nemopsis is een geslacht van neteldieren uit de familie van de Bougainvilliidae.

## Soorten
- Nemopsis bachei L. Agassiz, 1849 (Bache's knotsklokje)
- Nemopsis dofleini Maas, 1909
- Nemopsis hexacanalis Huang & Xu, 1994